# Городыский, Александр Владимирович
Александр Владимирович Городыский (1930—1992) — советский электрохимик, академик АН УССР (с 1978).

## Биография
Родился 1 мая 1930 года в Киеве. 
В 1951 году окончил Киевский политехнический институт и начал работать в Институте общей и неорганической химии АН УССР (с 1973 года — директор института). 
В 1954 году защитил диссертатцию на соискание ученой степени кандидата химических наук «Кинетика катодных процессов, происходящих при полярографировании на твердых электродах». В 1967 году защитил диссертацию на степень доктора химических наук «Изучение электрохимической кинетики в солевых расплавах» (Киев, 1967. — 477 с.)
Основные работы посвящены электрохимической кинетике, химии и электрохимии ионных расплавов, электрохимической защите металлов. А. В. Городынский создал теории бифункциональных электрохимических систем, нестационарного состояния электродных процессов, фарадеевского электродного импеданса. Установил механизм и электрохимические функции комплексообразования, ряд закономерностей электрохимической кинетики. Осуществил квантово-механические расчеты реакций переноса электронов. Разработал ряд методов электрохимического исследования, способы электрохимической обработки металлов (1975) и нанесения гальванических покрытий из различных электролитов. 
С 1988 года был главным редактором «Украинского химического журнала».

## Основные работы
- Вольтамперометрия: кинетика стационарного электролиза. — Ин-т. общ. и неорган. химии. — Киев: Наук. думка, 1988. — 176 с. — ISBN 5-12-000211-0.